# Aleksei Mișin
Aleksei Mișin (n. 8 februarie 1979, Ruzaevka⁠(d), RSFS Rusă, URSS) este un luptător ce a reprezentat Rusia, medaliat olimpic. A participat la 2 ediții ale Jocurilor Olimpice (2004, 2008) în care a câștigat o medalie de aur.